# Ormož
Ormož (in tedesco Friedau) è un comune di 12 653 abitanti della Slovenia nord-orientale. 
La cittadina di Ormož è situata su un colle che domina il corso del fiume Drava, terra di confine con la Croazia, raggiungibile oltrepassando un ponte. Sulla sommità dell'altura si trova il castello del XIII secolo, attorno al quale si è sviluppato il paese. Il centro fu abitato fin dalla preistoria. Le prime notizie in epoca attuale risalgono al XIII secolo (Fridaw), quando in un documento viene menzionata una fortezza concessa dall'Imperatore all'arcivescovo di Salisburgo. Alla fine del secolo successivo, Ormož venne cinta di mura e acquistò il titolo di "città". Il paese venne attaccato più volte dagli Ungheresi e dai Turchi, data la sua posizione strategica che bloccava il transito lungo la Drava. Nel 1704 la città venne assalita e incendiata dai kruci, i briganti che infestavano la zona. Successivamente ebbe inizio la lenta ripresa.
Nel 2006 parte del suo territorio è andata a formare i nuovi comuni di Središče ob Dravi e Sveti Tomaž.
La città fino ai primi anni '20 del novecento era abitata principalmente da genti di lingua tedesca.